# San José Chacayá
San José Chacayá («San José»: en honor a su santo patrono José de Nazaret; «Chacayá»: del kakchikel, significa «caída de agua») es un municipio del departamento de Sololá de la región sur-occidente de la República de Guatemala.
Tras la Revolución Liberal de 1871, el gobierno de facto de Miguel García Granados creó el departamento de Quiché tomando para ello la mayor parte del territorio del departamento de Sololá; pero Chacayá permaneció en Sololá.

## Toponimia
El municipio está nombrado de acuerdo a la tradición colonial de colocar el nombre del santo del día de fundación y un vocablo indígena que lo describa.  En este caso, el municipio está nombrado por «San José» en honor a San José y «Chacayá» que es un vocablo que proviene de las palabras del k'akch'ikel «ch-ka» (español: «caída») y «ya» (español: «agua»), y quiere decir «caída de agua».

## Demografía
El municipio tiene una población aproximada de 4940 habitantes según el censo de población del año 2018 con una densidad de 112 personas por kilómetro cuadrado. El 25 % de la población es urbana y el 75 % es del área rural.
La mayoría de la población (96%) es kakchiquel y la minoría ladina ladina.

## Geografía física
El municipio de San José Chacayá tiene una extensión territorial de 44 km².

### Clima
La cabecera municipal de San José Chacayá tiene clima templado (Clasificación de Köppen: Cwb).
| Parámetros climáticos promedio de San José Chacayá | Parámetros climáticos promedio de San José Chacayá | Parámetros climáticos promedio de San José Chacayá | Parámetros climáticos promedio de San José Chacayá | Parámetros climáticos promedio de San José Chacayá | Parámetros climáticos promedio de San José Chacayá | Parámetros climáticos promedio de San José Chacayá | Parámetros climáticos promedio de San José Chacayá | Parámetros climáticos promedio de San José Chacayá | Parámetros climáticos promedio de San José Chacayá | Parámetros climáticos promedio de San José Chacayá | Parámetros climáticos promedio de San José Chacayá | Parámetros climáticos promedio de San José Chacayá | Parámetros climáticos promedio de San José Chacayá |
| Mes                                                | Ene.                                               | Feb.                                               | Mar.                                               | Abr.                                               | May.                                               | Jun.                                               | Jul.                                               | Ago.                                               | Sep.                                               | Oct.                                               | Nov.                                               | Dic.                                               | Anual                                              |
| -------------------------------------------------- | -------------------------------------------------- | -------------------------------------------------- | -------------------------------------------------- | -------------------------------------------------- | -------------------------------------------------- | -------------------------------------------------- | -------------------------------------------------- | -------------------------------------------------- | -------------------------------------------------- | -------------------------------------------------- | -------------------------------------------------- | -------------------------------------------------- | -------------------------------------------------- |
| Temp. máx. media (°C)                              | 19.7                                               | 20.5                                               | 21.9                                               | 22.9                                               | 22.4                                               | 20.8                                               | 21.0                                               | 21.5                                               | 20.9                                               | 20.6                                               | 20.4                                               | 19.7                                               | 21                                                 |
| Temp. media (°C)                                   | 13.2                                               | 13.6                                               | 14.9                                               | 16.5                                               | 17.1                                               | 16.4                                               | 16.2                                               | 16.1                                               | 16.1                                               | 15.7                                               | 14.5                                               | 13.4                                               | 15.3                                               |
| Temp. mín. media (°C)                              | 6.7                                                | 6.8                                                | 8.0                                                | 10.1                                               | 11.9                                               | 12.0                                               | 11.5                                               | 10.8                                               | 11.3                                               | 10.8                                               | 8.6                                                | 7.2                                                | 9.6                                                |
| Precipitación total (mm)                           | 0                                                  | 2                                                  | 5                                                  | 24                                                 | 88                                                 | 249                                                | 226                                                | 237                                                | 361                                                | 150                                                | 28                                                 | 1                                                  | 1371                                               |
| Fuente: Climate-Data.org                           |                                                    |                                                    |                                                    |                                                    |                                                    |                                                    |                                                    |                                                    |                                                    |                                                    |                                                    |                                                    |                                                    |

### Ubicación geográfica
San José Chacayá se encuentra a una distancia de 6 km de la cabecera departamental Sololá y a 146 km de la ciudad de Guatemala. Está rodeado por municipios del departamento de Sololá:
- Norte: Nahualá y Sololá
- Sur: Santa Cruz La Laguna
- Este: Sololá
- Oeste: Santa Lucía Utatlán[7]

|                            | Norte: Nahualá y Sololá   |              |
| Oeste: Santa Lucía Utatlán |                           | Este: Sololá |
|                            | Sur: Santa Cruz La Laguna |              |

## Gobierno municipal
Los municipios se encuentran regulados en diversas leyes de la República, que establecen su forma de organización, lo relativo a la conformación de sus órganos administrativos y los tributos destinados para los mismos.  Aunque se trata de entidades autónomas, se encuentran sujetas a la legislación nacional. Las principales leyes que rigen a los municipios en Guatemala desde 1985 son:
| N.º | Ley                                                | Descripción |
| --- | -------------------------------------------------- | --- |
| 1   | Constitución Política de la República de Guatemala | Tiene una regulación legal específica para los municipios en los artículos 253 al 262. |
| 2   | Ley Electoral y de Partidos Políticos              | Ley de carácter constitucional aplicable a los municipios en el tema de la conformación de sus autoridades electas. |
| 3   | Código Municipal                                   | Decreto 12-2002 del Congreso de la República de Guatemala. Tiene la categoría de ley ordinaria y contiene preceptos generales aplicables a todos los municipios, e inclusive contiene legislación referente a la creación de los municipios.             |
| 4   | Ley de Servicio Municipal                          | Decreto 1-87 del Congreso de la República de Guatemala. Regula las relaciones entra la municipalidad y los servidores públicos en materia laboral. Tiene su base constitucional en el artículo 262 de la constitución que ordena la emisión de la misma. |
| 5   | Ley General de Descentralización                   | Decreto 14-2002 del Congreso de la República de Guatemala. Regula el deber constitucional del Estado, y por ende del municipio, de promover y aplicar la descentralización y desconcentración económica y administrativa.                                |

El gobierno de los municipios de Guatemala está a cargo de un Concejo Municipal mientras que el código municipal —que tiene carácter de ley ordinaria y contiene disposiciones que se aplican a todos los municipios de Guatemala— establece que «el concejo municipal es el órgano colegiado superior de deliberación y de decisión de los asuntos municipales […] y tiene su sede en la circunscripción de la cabecera municipal». Por último, el artículo 33 del mencionado código establece que «[le] corresponde con exclusividad al concejo municipal el ejercicio del gobierno del municipio».
El concejo municipal se integra con el alcalde, los síndicos y concejales, electos directamente por sufragio universal y secreto para un período de cuatro años, pudiendo ser reelectos.
Existen también las Alcaldías Auxiliares, los Comités Comunitarios de Desarrollo (COCODE), el Comité Municipal del Desarrollo (COMUDE), las asociaciones culturales y las comisiones de trabajo. Los alcaldes auxiliares son elegidos por las comunidades de acuerdo a sus principios, valores, procedimientos y tradiciones, estos se reúnen con el alcalde municipal el primer domingo de cada mes. Los Comités Comunitarios de Desarrollo y el Consejo Municipal de Desarrollo tiene como función organizar y facilitar la participación de las comunidades priorizando necesidades y problemas.
Los alcaldes que ha habido en el municipio son:
- 2012-2020: Dagoberto Domingo García Chuta[9][10]

## Historia
Según los pocos documentos guardados en la municipalidad del municipio se sabe que San José Chacayá fue fundado en la época prehispánica, mucho antes de la llegada de los españoles, aunque se desconoce la fecha exacta. En la época colonial perteneció al corregimiento Tecpán Atitlán. 

### Tras la Reforma Liberal de 1871
Luego de la Reforma Liberal de 1871, el presidente de facto provisiorio Miguel García Granados dispuso crear el departamento de Quiché para mejorar la administración territorial de la República dada la enorme extensión del territorio de Totonicapán y de Sololá. De esta cuenta, el 12 de agosto de 1872 el departamento de Sololá perdió sus distritos de la Sierra y de Quiché y se vio reducido únicamente a los poblados de San José Chacallá —como se le decía entonces—, villa de Sololá, San Andrés Semetabaj, Panajachel, Concepción, San Jorge, Santa Cruz, Santa Lucía Utatlán, Santa Clara, Santa Bárbara, San Juan de los Leprosos, Visitación, San Pedro, San Juan, San Pablo, San Marcos, Atitlán, San Lucas Tolimán, San Antonio Palopó, Santa Catarina Palopó y Patulul.